# Estadio Deportivo
Estadio Deportivo es un medio de comunicación deportivo, con sede en Sevilla, España, aunque de ámbito nacional.  

## Historia
Estadio Deportivo se estableció como un periódico semanal en 1995.Su ejemplar número 1 se editó el 4 de noviembre de dicho año y el último, ya como prensa diaria, el 29 de mayo de 2020. Fue el 28 de agosto de 1996 cuando comenzó a publicarse diariamente. El periódico tiene su sede en Sevilla.
En 2007 pasó a formar parte del grupo Unidad Editorial, siendo antes propiedad del Grupo Coedis y posteriormente del Grupo Recoletos.
Tras la pandemia de COVID-19, abandonó el papel y comenzó como un medio digital.
El Grupo Alpred es actualmente el dueño del cien por cien de Estadio Deportivo, sumándolo a sus otros medios digitales.